# Diplonevra lophochaeta
Diplonevra lophochaeta är en tvåvingeart som beskrevs av Schmitz 1927. Diplonevra lophochaeta ingår i släktet Diplonevra och familjen puckelflugor. Inga underarter finns listade i Catalogue of Life.